# Sympetrum gracile
Sympetrum gracile – gatunek ważki z rodziny ważkowatych (Libellulidae).